# Réserve naturelle du Daghestan
La réserve naturelle du Daghestan (en russe : Дагестанский заповедник, Daguestanski zapovednik) est une réserve naturelle d'État située dans la république du Daghestan en Russie qui a été instituée le 9 janvier 1987. Elle s'étendait à l'origine sur 19 061 hectares et a été agrandie par l'adjonction de trois autres aires protégées en 2009. La réserve fait partie de la réserve de biosphère de la baie de Kizliar depuis 2017.

## Géographie
La réserve naturelle du Daghestan se compose de cinq parties : l'une située dans le raïon de Taroumovka et les autres, dans le raïon de Bouïnaksk, le raïon de Magaramkent, le raïon de Derbent, le raïon de Tliarata, etc. Quatre d'entre elles se trouvent dans la partie en plaine du Daghestan où le climat y est continental. C'est une zone de passage des oiseaux migrateurs qui y hivernent. Cinq zones protégées sont instituées :
- La baie Kizlyar (raïon de Taroumovka): cette zone est située au nord-est du Daghestan à l'embouchure de la rivière Kouma. Elle s'étend sur 18 485 hectares.
- L'aire des barkhanes de Sarykoum : cette zone est située à 18 kilomètres au nord-ouest de Makhatchkala au piémont de la chaîne de Narat-Tioubé sur la rive gauche de la rivière Choura-Ozen. On y trouve la barkhane la plus élevée d'Europe et d'Asie - le Sarykoum - qui mesure 262 mètres de hauteur. Cette dune est située dans une zone recouverte de sable de trois mille hectares parsemée de crêtes et de barkhanes. Elle s'étend sur 1 175 hectares.
- L'aire protégée d'Agrakhan: cette zone instituée en 1983 a été agrégée à la réserve naturelle du Daghestan en 2009 et fondée  pour la protection d'espèces animales en danger. C'est une longue bande de territoire de 39 000 hectares le long de la mer Caspienne qui s'étend de l'île Tchétchène au sud jusqu'à la rivière Prorez au sud. Quarante espèces menacées d'oiseaux figurent dans la liste du livre rouge de Russie et du livre rouge du Daghestan, parmi lesquelles le pélican frisé ou le courlis cendré.
- L'aire protégée de Samour: cette zone se trouve dans les forêts du delta de Samour au bord de la Caspienne. Elle s'étend sur 11 200 hectares.
- L'aire protégée de Tliarata: cette zone montagneuse protégée de 83 500 hectares, instituée en 1986 et agrégée à la réserve naturelle du Daghestan en 2009, se trouve sur les pentes septentrionales du Grand Caucase à la frontière de la Géorgie et de l'Azerbaïdjan et le long du cours supérieur du Koissou avar.

## Flore et faune
On trouve dans la partie nord de la réserve qui longe la baie Kizlyar, à l'ouest de la mer Caspienne, de nombreuses espèces de poissons, comme la perche commune, le grand brochet, la carpe de la Caspienne, l'esturgeon d'Europe, l'esturgeon étoilé, l'esturgeon bélouga, le gardon rouge, la brème, la tanche, la vobla, le silure glane, etc. Parmi les reptiles, on distingue la tortue méditerranéenne, la couleuvre à collier, la vipère d'Orsini, etc.
Les oiseaux sont nombreux. Le pélican et le flamant rose y nichent. L'outarde canepetière y passe, la talève sultane et la grande outarde y hivernent.

## Source
- (ru) Cet article est partiellement ou en totalité issu de l’article de Wikipédia en russe intitulé « Дагестанский заповедник » (voir la liste des auteurs).